# 渡部英喜
渡部 英喜（わたなべ　ひでき、1943年〈昭和18年〉 - ）は、日本の漢文学者。
新潟県生まれ。1967年（昭和42年）二松学舎大学文学部卒、1974年（昭和49年）同大学院博士課程満期退学。元盛岡大学文学部教授、全国漢文教育学会常任理事、六朝学術学会評議員、元王維紀念館名誉館長、元王維書画院名誉院長、元陶淵明研究中心的客座研究員。訪中歴90回。

## 著書
- 『長江漢詩紀行』 昭和堂、1986
- 『黄河漢詩紀行』 東方書店、1989
- 『シルクロード漢詩文紀行』 昭和堂、1990
- 『古都漢詩紀行』 東方書店、1991
- 『漢詩歳時記』 新潮選書、1992
- 『漢詩百人一首』 新潮選書、1995
- 『日本漢詩紀行』 東方書店、1995
- 『漢詩の故里(ふるさと) 』 新潮選書、1996
- 『漢詩四季のこよみ』 明治書院、1996
- 『唐詩解釋考』 研文社、2005
- 『心にとどく漢詩百人一首』 亜紀書房、2010
- 『自然詩人王維の世界』編著、明治書院、2010
- 『詩跡を訪ねて』 烏兎書房、2012
- 『漢詩花ごよみ―百花譜で綴る名詩鑑賞』亜紀書房、2017

### 共著
- 『漢詩雑話 その生いたちと唐詩の世界』亀山朗共著、昭和堂、1981
- 『唐詩紀行』吉崎一衛・大地武雄共著、昭和堂、1984
- 『研究資料漢文学 第6巻 文』田部井文雄・吉崎一衛共著、明治書院、1993
- 『新書漢文大系 6 唐詩選』目加田誠訳著（編）、明治書院、1996
- 『心がなごむ漢詩フレーズ108選』平井徹共著、亜紀書房、2007

## 参考
- 渡部英喜『自然詩人王維の世界』明治書院、2010年12月、154頁。ISBN 978-4625664229。